# 린셰핑 FC
린셰핑 FC(스웨덴어: Linköpings FC)는 린셰핑을 연고로 하는 스웨덴의 여자 축구 클럽이다. 2003년에 창단되었으며, 현재는 스웨덴 여자 축구 리그인 다말스벤스칸(Damallsvenskan)에 참여하고 있다.

## 성적
- 다말스벤스칸: 3회 우승 (2009, 2016, 2017)
- 여자 스벤스카 쿠펜: 5회 우승 (2006, 2008, 2009, 2013-14, 2014-15)

## 선수 명단

### 현역
- 스티나 블락스테니우스(2013 ~ 2016, 2019 ~ )